# Albert Henrichs
Albert Maximinus Henrichs (* 29. Dezember 1942 in Köln; † 16. April 2017 in Cambridge, Massachusetts) war ein deutschamerikanischer Gräzist.

## Leben
Nach dem Abitur am Dreikönigsgymnasium in Köln 1962 studierte Henrichs an der Universität zu Köln, wo er 1966 promoviert wurde und sich 1969 habilitierte. Nach kurzer Lehrtätigkeit an der Universität zu Köln ging er 1971 als Associate Professor an die University of California, Berkeley und 1973 an die Harvard University, wo er zunächst Professor of Greek and Latin und ab 1984 Eliot Professor of Greek Literature war. Zeitweise fungierte er als Herausgeber der Harvard Studies in Classical Philology.
Henrichs’ Forschungsschwerpunkte lagen auf griechischer Literatur, Religion und Mythologie sowie literarischen Papyrus-Fragmenten.
Von Henrichs stammen zahlreiche Beiträge zur Papyrologie, die hauptsächlich in der Zeitschrift für Papyrologie und Epigraphik veröffentlicht wurden. Daneben verfasste er einige Artikel (unter anderem Oidipus, Zeus) des Neuen Pauly. 1985 wurde Henrichs in die American Academy of Arts and Sciences, 1998 in die American Philosophical Society gewählt.

## Schriften (Auswahl)
- Greek Myth and Religion. Collected Papers II. Ed. by Harvey Yunis. De Gruyter, Berlin 2019. – Rezension von Jan N. Bremmer, Bryn Mawr Classical Review 2020.10.59
- Didymos der Blinde. Kommentar zu Hiob (Tura-Papyrus). 2 Bände, Bonn 1968 (= Papyrologische Texte und Abhandlungen 1–2)
- Die Phoinikika des Lollianos: Fragmente eines neuen griechischen Romans. Bonn 1972 (= Papyrologische Texte und Abhandlungen 14)
- mit Karl Preisendanz: Papyri Graecae magicae. Die griechischen Zauberpapyri. 2., verbesserte Auflage. 2 Bände, Stuttgart 1973–1974
- Warum soll ich denn tanzen? Dionysisches im Chor der griechischen Tragödie. Leipzig 1996 (= Lectio Teubneriana 4)